# دالي ميتشيل
دالي ميتشيل (بالإنجليزية: Dale Mitchell)‏ (و. 1958 – م) هو لاعب كرة قدم، ومدرب كرة قدم، من كندا، ولد في فانكوفر، شارك في بطولة كأس العالم لكرة القدم 1986، وألعاب أولمبية صيفية 1984.

## روابط خارجية
- دالي ميتشيل على موقع الاتحاد الدولي (مؤرشف)  (الإنجليزية)
- دالي ميتشيل على موقع قاعدة بيانات كرة القدم.إي يو (الإنجليزية)
- دالي ميتشيل على موقع ناشيونال فوتبول تيمز (الإنجليزية)
- دالي ميتشيل على موقع عالم كرة القدم.نت (الإنجليزية)
- دالي ميتشيل على موقع أوليمبيديا (الإنجليزية)